# Nashville (Indiana)
Nashville és una població dels Estats Units a l'estat d'Indiana. Segons el cens del 2000 tenia 825 habitants.

## Demografia
Segons el cens del 2000, Nashville tenia 825 habitants, 375 habitatges, i 181 famílies. La densitat de població era de 335,3 habitants/km².
Dels 375 habitatges en un 16,8% hi vivien nens de menys de 18 anys, en un 37,3% hi vivien parelles casades, en un 9,3% dones solteres, i en un 51,5% no eren unitats familiars. En el 45,3% dels habitatges hi vivien persones soles el 20,5% de les quals corresponia a persones de 65 anys o més que vivien soles. El nombre mitjà de persones vivint en cada habitatge era d'1,86 i el nombre mitjà de persones que vivien en cada família era de 2,58.
Per edats la població es repartia de la següent manera: un 13% tenia menys de 18 anys, un 8,4% entre 18 i 24, un 20,8% entre 25 i 44, un 25,9% de 45 a 60 i un 31,9% 65 anys o més.
L'edat mediana era de 52 anys. Per cada 100 dones de 18 o més anys hi havia 73,4 homes.
La renda mediana per habitatge era de 27.330 $ i la renda mediana per família de 38.750 $. Els homes tenien una renda mediana de 30.000 $ mentre que les dones 25.000 $. La renda per capita de la població era de 24.723 $. Entorn del 14,3% de les famílies i el 16,5% de la població estaven per davall del llindar de pobresa.

## Poblacions més properes
El següent diagrama mostra les poblacions més properes.